# Paramore
Paramore — американський рок-гурт, що утворився у Франкліні, штат Теннессі, у 2004 році. До складу входять Гейлі Вільямс (вокал, клавішні), Тейлор Йорк (гітара) та Зак Фарро (ударні). Гурт випустив свій дебютний альбом All We Know Is Falling у 2005 році. Другий альбом Riot! вийшов у 2007 році і згодом став платиновим у США та Великій Британії, а в Ірландії — золотим. Третій альбом Brand New Eyes вийшов 29 вересня 2009 року, очолив хіт-паради багатьох країн світу, включаючи Австралію та Велику Британію.

Однойменний альбом Paramore, що вийшов 9 квітня 2013 року, дебютував на першому місці у чартах Billboard у США, у тому числі у Billboard 200. Крім того, альбом посів перше місце у чартах Великобританії, Ірландії, Австралії, Нової Зеландії, Бразилії, Аргентини та Мексики. . На 57-й церемонії "Греммі" Paramore виграли нагороду у категорії "Краща рок-пісня ("Ain't It Fun").

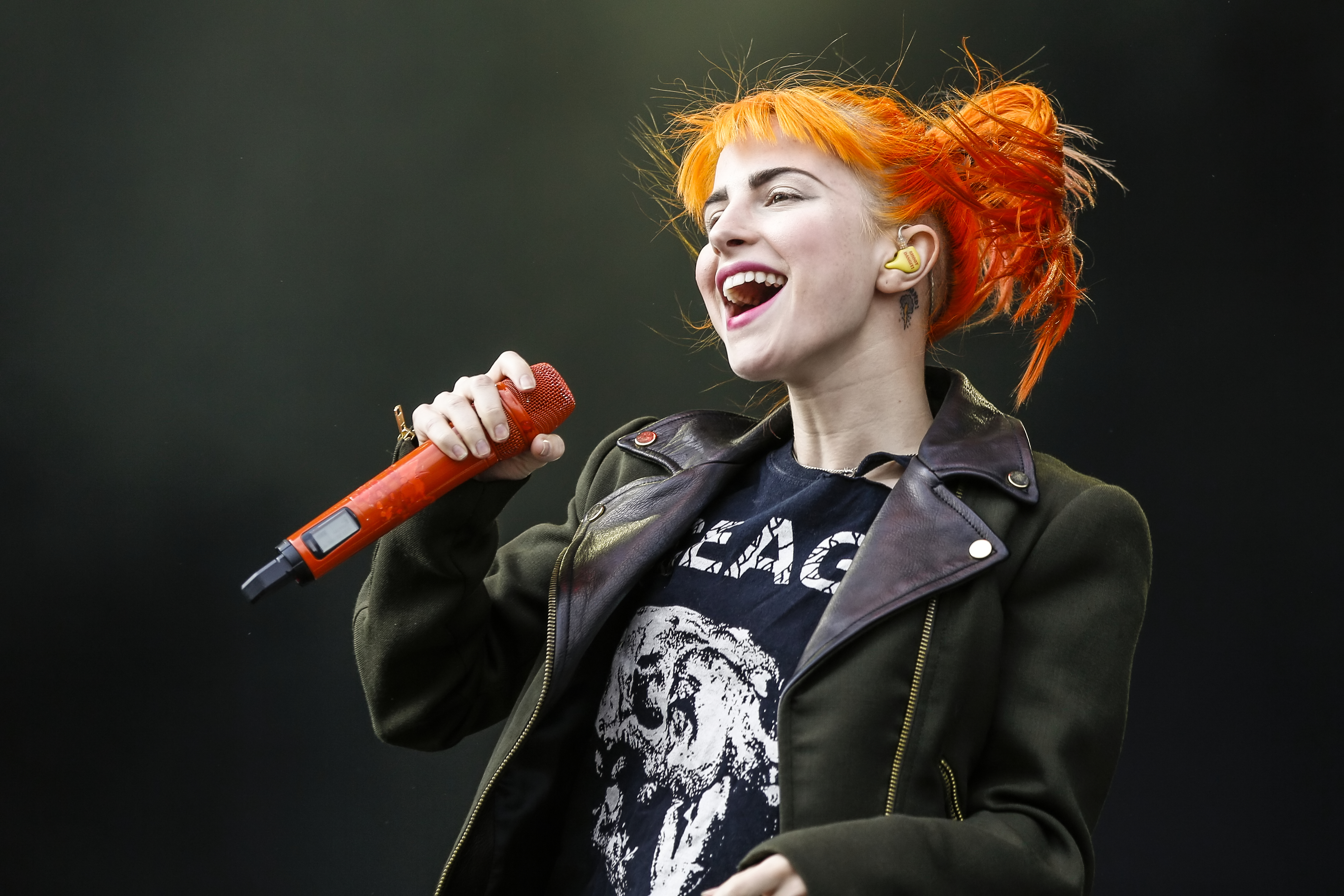
Гейлі Вільямс, на фестивалі Rock im Park 2013 в Нюрнберзі, Німеччина.

## Кар'єра
Гурт утворився в 2004 році у складі: Джош Фарро (гітара, бек-вокал), Зак Фарро (ударні), Джеремі Девіс (бас-гітара) та Гейлі Вільямс (вокал, клавішні), пізніше до них приєднався сусід Гейлі, Джейсон Байнум ( соло-гітара). В інтерв'ю з гуртом, Гейлі так розповідала про назву гурту: «Paramore» — дошлюбне прізвище матері одного нашого друга, і нам сподобалося звучання цього слова. Десь через рік ми поцікавилися і з'ясували, що воно означає „таємний коханець“ та „із кохання“; ми подумали, що це класно і створює про нас гарне уявлення».
Першою спільно написаною піснею була «Conspiracy», яка пізніше увійшла до їхнього дебютного альбому. Протягом наступних років гурт виступав на різних концертних майданчиках, таких як Purple Door та Warped Tour. Джон Дженік, виконавчий директор та співзасновник музичного лейблу Fueled by Ramen отримав демо записи гурту та прийшов на один із концертів у рамках туру Taste of Chaos в Орландо, штат Флорида, щоб побачити їхній живий виступ. Після ще одного виступу, який гурт провів для нього особисто, лейбл підписав гурт у квітні 2005 року.
Гурт вирушив назад до Орландо, щоб записати дебютний альбом All We Know Is Falling, але незабаром після приїзду Девіс вирішив піти з гурту «з особистих причин». Четверо учасників, що залишилися, продовжили студійну роботу, присвятивши догляду Девіса пісню «All We Know»; згодом було вирішено цю тему зробити в головному альбомі. Гейлі Вільямс так пояснювала зміст зображеного на обкладинці альбому: «На дивані… нікого немає, і ми бачимо тільки тінь, що йде; це все показує, що Джеремі пішов від нас і що у нас у всіх створилося відчуття порожнечі». Запис All We Know Is Falling зайняв три тижні. Перед тим як вирушити в тур, на місце Девіса гурт запросив Джона Гембрі (бас); останній незабаром гурт покинув, і на прохання музикантів Девіс повернувся до складу.
Альбом All We Know Is Falling вийшов 24 липня 2005 року і досяг 30 рядка чарту Billboard. Першим синглом гурту став Pressure, режисером відео був Шейн Дрейк, але пісня провалилася у всіх хіт-парадах. У липні гурт випустив другий сингл «Emergency» (відео до якого зняв той же режисер), а місце Джейсона Байнума тепер зайняв Гантер Лемб. Третім синглом з альбому вийшов "All We Know".
У січні 2006 року гурт взяв участь у Winter Go West Tour, зігравши на одній сцені з гуртами Amber Pacific та The Lashes. У лютому Гейлі взяла участь у записі пісні "Keep Dreaming Upside Down" гурту October Fall. Тієї ж весни Paramore виступали на розігріві у гуртів Bayside і The Rocket Summer. Тур Великобританією тривав з 5 по 15 жовтня 2006 року, останній концерт відбувся в Лондоні в клубі Mean Fiddler. Потім гурт записав кавер-версію пісні Foo Fighters My Hero, яка увійшла в саундтрек до фільму Повернення Супермена, що вийшов у прокат 26 червня 2006 року. Влітку того ж року Paramore кілька разів виступили у рамках Warped Tour. Перший сольний тур гурту США розпочався 2 серпня 2006 року, на заключному концерті в місті Нешвілл на одну сцену з ними вийшли This Providence, Cute Is What We Aim For, та Hit the Lights. У цьому ж році Paramore були визнані «найкращим новим гуртом», а Вільямс посіла друге місце у списку «найсексуальніших дівчат», за версією читачів британського журналу Kerrang!.
У січні 2007 року Paramore виступили на грандіозному відкритті виставки Warped Tour у Rock and Roll Hall of Fame, де також була представлена сукня Гейлі Вільямс, в якій вона знімалася у кліпі на пісню «Emergency». На початку 2007 року гурт вирушив у тур разом з The Providence та The Almost.
У січні 2007 року гурт приступив до запису свого другого альбому Riot!, але в березні їм довелося продовжити вже без гітариста Хантера Лемба (який залишив гурт на початку року, щоб одружитися); так що Джош Фарро довелося записувати партії двох гітар. За словами Джоша Фарро до початку роботи над наступним альбомом Девіса було виключено з гурту через «відсутність у нього трудової етики та участь у речах, з якими Зак, Гейлі і я не погоджувалися». Після угоди між трьома учасниками Девіс був відновлений як басиста, а Тейлор Йорк став новим гітаристом гурту. Йорк був у гурті із братами Фарро ще до того, як вони зустріли Вільямс. Перш ніж гурт почав працювати з продюсерами Нілом Ейвроном і Ховардом Бенсоном, Paramore записали Riot! з Девідом Бегдетом, продюсером із Нью-Джерсі. Реліз альбому відбувся 12 червня 2007 року. Riot! посів 20 місце у чарті Billboard 200, 24 місце у чарті Великобританії і розійшовся тиражем у 44000 в перший тиждень у США. Назва Riot! було обрано тому, що це означає Бунт, і це було слово, яке все підсумувало.
Перший сингл "Misery Business" був випущений 21 червня 2007 року. У 2020 році Вільямс розповіла, що написала пісню за мотивами історії, що трапилася, коли їй було 13-14 років: вона була закохана в Джоша Фарро, а в пісні описано його колишню дівчину. «Misery Business» стала для Paramore проривним хітом і досягла 26 місця в Billboard Hot 100. На 50-й церемонії «Греммі» Paramore, що відбулася в лютому 2008 року, були номіновані на премію кращому новому виконавцю, але програли Емі Уайнхаус. Восени 2008 року пісня «Decode» увійшла до саундтреку фільму «Сутінки» і була випущена синглом, що дебютував у Billboard Hot 100 на 34-му місці.
Третій альбом Brand New Eyes вийшов 29 вересня 2009 року, очолив хіт-паради багатьох країн світу та отримав високі оцінки критиків. Зокрема журнал Kerrang! дав йому оцінку 4/5; автор рецензії Ден Слессор завершив її твердженням: "Це альбом, який переконливо доводить: Paramore - серйозні претенденти на підкорення вершин справжньої рок-величі".
10 грудня 2010 року Гейлі та Тейлор оголосили про те, що гурт планує записати свій новий альбом у 2011 році.
18 грудня 2010 року троє учасників гурту: Гейлі, Джеремі та Тейлор, розмістили на Paramore.net повідомлення про те, що Джош та Зак залишають гурт. Як з'ясувалося пізніше, погляди «двох сторін» про причини звільнення з гурту не зовсім збігаються.
Йорк і Вільямс записали і виклали в Інтернеті повну версію пісні «In The Mourning», з коментарем вокалістки: «Він грає гітарну партію набагато краще за мене… я хочу сказати, пісня стала кращою з його грою. На додачу, тепер ви отримуєте повну версію! Раніше Уїльямс у своєму офіційному блозі писала: «Кілька тижнів тому я постила новий текст на тамблер. Хотіла поділитись мелодією з тим, хто просив її у мене. Це лише приспів. Я поки не хочу постити повну версію тому що я не хочу, щоб люди думали, що це нова пісня Paramore. Це просто щось, що я написала для розваг. Сподіваюся вам сподобається»[16]. Під час американського туру Paramore виконували In The Mourning на своїх концертах.
21 березня 2011 року гурт вирушив на студію звукозапису, щоб записати там партію нових пісень, які вийдуть найближчого літа. Повноцінний альбом, вийде за словами гурту наприкінці 2011 чи 2012 року[17][18]. Також стали відомі назви нових пісень: "In the mourning", "Monster", "Renegade" (початкова назва In My Blood), "Hello Cold World". Ці 4 пісні не увійдуть до четвертого студійного альбому, а будуть випущені окремо. 27 березня 2011 року на офіційному сайті з'явився запис про те, що Paramore братимуть участь у Vans Warped Tour 2011 після участі в European Summer Tour 2011.
У червні 2011 року на офіційному сайті гурту було опубліковано 30-ти секундне прев'ю нової пісні «Monster», що увійшла до саундтреку фільму Трансформери 3: Темна сторона Місяця. Сінгл надійшов у продаж на iTunes 7 червня, саундтрек до фільму – 14 червня. Повна версія пісні з'явилася на 3 червня. Також, у прямому ефірі її можна було почути на BBC Radio 1[19]. 8 червня, телефоном в ефірі BBC Radio 1, Гейлі Вільямс заявила, що новий альбом гурт планує записати наприкінці 2011 року, а випустити його вже на початку 2012[20]. Пізніше, в інтерв'ю радіо KROQ 10.08.11, гурт оголосив, що запис четвертого альбому буде розпочато в січні 2012. 20 червня гурт зняв кліп на пісню «Monster». Режисером став Шейн Дрейк. Дата релізу кліпу було призначено на 18 липня 2011 року на MTV.com. Кліп зараз можна подивитися тут.
2 вересня Гейлі на офіційному сайті Paramore розмістила інформацію про те, що наступною випущеною піснею, із 4 записаних у березні цього року, буде Renegade. 7 вересня, на концерті, присвяченому 15-річчю лейбла Fueled by Ramen, Paramore виконали пісню «Renegade». 10 вересня, на офіційному сайті гурту було розміщено оголошення про те, що три пісні, що залишилися, вийдуть в одному EP «Singles Club». На 5 грудня, для завантаження доступні всі пісні.
За 2011 рік гурт записав EP Singles Club, дав низку концертів у Південній Америці, а також міні світовий тур.
21 березня 2012 року гурт розпочав роботу над новим, четвертим студійним альбомом і закінчив його запис 1 листопада. Платівка під назвою Paramore побачила світ 9 квітня 2013 року. Перед релізом четвертого альбому 22 січня 2013 року гурт випустив сингл «Now», прем'єра кліпу на який відбулася 11 лютого 2013 року на MTV. Кліп зараз можна подивитися тут. 13 березня 2013 року вийшла ще одна пісня, що отримала назву «Still Into You».[21] Ця пісня стала другим синглом, про зйомки відеокліпу якого стало відомо 16 марта.[22] Прем'єра кліпу на Still Into You відбулася 9 квітня (у день виходу альбому) на офіційному каналі лейбла гурту на YouTube.
30 червня 2013 року гурт вперше дав концерт у Росії (у Москві) в рамках фестивалю Park Live. Він став останнім концертом європейського турне Paramore на підтримку їхнього нового альбому.
З 7 по 11 березня 2014 року гурт організував перший пароплавний тур Parahoy з гуртами Tegan and Sara, New Found Glory та іншими.
27 квітня 2015 року гурт розпочав свій тур Writing the Future на підтримку делюкс-версії однойменного альбому.
14 грудня 2015 року стало відомо, що гурт залишає Джеремі Девіс. У березні 2016 року Девіс був залучений до судової тяжби з Paramore, стверджуючи, що має право користуватися перевагами ділового партнерства з Гейлі Вільямс як співвласник гурту. Це було швидко відхилено, і він знову був залучений до суду з Гейлі Вільямс і Тейлором Йорком через порушення контракту, що дає йому право власності та авторства пісень на їх однойменному альбомі, включаючи «Ain't It Fun», і знову, стверджуючи , що має право користуватися перевагами доходів, які двоє отримали від цих пісень та альбому. Девіс досяг угоди з гуртом у квітні 2017 року.
У цей період солістка Вільямс пізніше розповіла, що страждала від депресії та проблем із психічним здоров'ям після відходу Девіса, а також розлучення зі своїм колишнім чоловіком Чедом Гілбертом. В інтерв'ю Зейну Лоу на Beats 1 Radio вона назвала це "мукою" і згадала, що "довго не сміялася". У результаті Вільямс в приватному порядку залишила гурт на короткий період у 2015 році, ненадовго залишивши Йорка як єдиного члена гурту, що залишився.
6-11 березня 2016 року Paramore влаштували пароплавний тур Parahoy 2 з такими гуртами як Chvrches, mewithout You, Tegan and Sara, New Found Glory та ін. Гурт виступав у новому складі: Гейлі Вільямс і Тейлор Йорк.
З кінця березня 2016 року гурт розпочав запис п'ятого альбому за участю колишнього барабанщика — Зака Фарро, який на той момент був зайнятий своїм проектом HalfNoise. 2 лютого 2017 року у Твіттері гурту було оголошено про те, що Зак Фарро повертається до офіційного складу гурту.
19 квітня 2017 року Paramore випустили сингл «Hard Times» та анонсували новий альбом After Laughter, реліз якого відбувся 12 травня 2017 року. 3 травня 2017 року вийшов сингл «Told You So». 17 листопада 2017 року вийшло музичне відео на пісню Fake Happy. 5 лютого 2018 вийшов відеокліп на пісню «Rose-Colored Boy», яка є четвертим синглом альбому.
7 вересня 2018 року на останньому концерті After Laughter Tour у Нашвіллі Гейлі Вільямс оголосила, що прибирає з репертуару «Misery Business», яка до цього часу все частіше стала сприйматися як антифеміністська через образу «повія» (whore) на адресу конкурентки ліричної героїні.
11 травня 2020 року у своєму інтерв'ю для інтернет-порталу NME Вільямс заявила, що в шостому альбомі Paramore повернуться до свого поп-панкового коріння та гітарного звуку, як провідного елементу музики. Вільямс також зазначила, що, незважаючи на роботу над своїм сольним альбомом Petals for Armor, Paramore залишається її основним пріоритетом.
У січні 2022 року було підтверджено, що гурт увійшов до студії для роботи над своїм майбутнім шостим студійним альбомом. Гурт описав альбом як більш «гітарно важкий». 18 січня було оголошено, що гурт стане хедлайнером нещодавно заснованого у Лас-Вегасі фестивалю When We Were Young разом із My Chemical Romance, який відбудеться 22 жовтня 2022 року, і це буде перший живий виступ гурту з вересня 2018 року. 10 травня було оголошено, що гурт очолить фестиваль Austin City Limits Festival в Остіні, штат Техас, у жовтні того ж року разом із Red Hot Chili Peppers, P!nk та Lil Nas X.
15 липня 2022 року було оголошено, що Paramore вирушать у тур із жовтня по листопад. 28 вересня 2022 року гурт випустив пісню «This Is Why» як провідний сингл з однойменного альбому. У жовтні Paramore розпочали This Is Why Tour, який має тривати до літа 2023 року. У ньому гурт знову почав виконувати «Misery Business».
Альбом This Is Why, що вийшов 10 лютого 2023 року, отримав високі оцінки критиків, які порівняли звучання гурту з Talking Heads, дебютував на 2-му місці в Billboard 200 і очолив UK Albums Chart і австралійський ARIA Charts. Пісня гурту This is Why була номінована на премію MTV Video Music Awards 2023 року в категорії «Краща альтернатива».
Гурт почав анонсувати майбутній альбом реміксів Re: This Is Why наприкінці вересня 2023 року, викладаючи аудіофрагменти з альбому на своєму офіційному сервері Discord. Офіційно альбом анонсували 2 жовтня. Реліз альбому заплановано на 6 жовтня. Описаний як «майже альбом реміксів», Re: This Is Why включає перероблені, ремікшовані та переписані версії пісень з альбому гурту 2023 This Is Why, а також невидане демо бі-сайду. На 66-й щорічній церемонії вручення премії Греммі альбом This Is Why був номінований у категорії «Найкращий рок-альбом», а заголовний трек альбому — на категорії «Найкраще виконання альтернативної музики».

## Стиль та вплив
Музику Paramore характеризують як поп-панк, емо, поп-рок та альтернативний рок. Починаючи з п'ятого альбому After Laughter (2017), звучання Paramore змінюється у бік синті-попа. У текстах, написаних Гейлі Вільямс для ранніх альбомів Paramore, переважали історії нещасливих стосунків та підліткової фрустрації. У текстах This Is Why (2023) рецензентка The New Yorker Керрі Баттан відзначає «тривожність міліаніалів наприкінці пандемії, спантеличених технологіями, що наближаються до середнього віку та антисоціальності».
Про вплив Paramore говорять багато виконавців, які дебютували наприкінці 2010-х і на початку 2020-х і включають характерні для емо теми сповідальності та вразливості в інші жанри в діапазоні від поп-музики до емо-репу: Біллі Айліш, Олівія Родріго, Lil Uzi Vert , Soccer Mommy, Хлоя Моріондо, Віллоу Сміт. Paramore, що нетипово для емо-сцени, мають значну афроамериканську фанатську спільноту; зазвичай це пояснюється темами християнської віри та ідентичності, присутніми в піснях Paramore і які мають відгук у чорних підлітків.

## Учасники гурту
Поточний склад
- Гейлі Вільямс — вокал (2004—наш час).
- Тейлор Йорк — ритм-гітара.
- Зак Фарро — ударні (2004—2010; 2017—наш час).

Колишні учасники
- Джеремі Девіс — бас-гітара (2004—2005) (2006—2015).
- Джош Фарро — соло-гітара.
- Джон Гембрі — бас-гітара (2005)
- Джейсон Байнем — ритм-гітара (2005)
- Хантер Ламб — ритм-гітара (2005—2007)

Колишні учасники турів
- Джастін Йорк — соло-гітара (2010)[1]

## Дискографія
- All We Know Is Falling (2005)
- Riot! (2007)
- Brand New Eyes (2009)
- Paramore (2013)
- After Laughter (2017)
- This Is Why (2023)

### Відеокліпи
Наразі гурт має 23 кліпи. Найпопулярніший з них, «Decode», має понад 568 млн переглядів на YouTube. Другий — «Misery Business» (>303 млн переглядів). Третій — «Still Into You» (>264 млн).
| Рік  | Назва                                  | Режисер                  | Альбом                 |
| ---- | -------------------------------------- | ------------------------ | ---------------------- |
| 2005 | Pressure на YouTube                    | Шейн Дрейк               | All We Know Is Falling |
| 2005 | Emergency на YouTube                   | Шейн Дрейк               | All We Know Is Falling |
| 2006 | All We Know на YouTube                 | Ден Добі                 | All We Know Is Falling |
| 2007 | Misery Business на YouTube             | Шейн Дрейк               | Riot!                  |
| 2007 | Hallelujah на YouTube                  | Big TV!                  | Riot!                  |
| 2007 | Crushcrushcrush на YouTube             | Шейн Дрейк               | Riot!                  |
| 2008 | That's What You Get на YouTube         | Маркос Сіга              | Riot!                  |
| 2008 | Decode на YouTube                      | Шейн Дрейк               | Brand New Eyes         |
| 2009 | Ignorance на YouTube                   | Honey                    | Brand New Eyes         |
| 2009 | Brick By Boring Brick на YouTube       | Мейєрт Авіс              | Brand New Eyes         |
| 2010 | The Only Exception на YouTube          | Брендон Чесбро           | Brand New Eyes         |
| 2010 | Careful на YouTube                     | Брендон Чесбро           | Brand New Eyes         |
| 2010 | Playing God на YouTube                 | Брендон Чесбро           | Brand New Eyes         |
| 2011 | Monster на YouTube                     | Шейн Дрейк               | Singles Club           |
| 2013 | Now на YouTube                         | Даніель «Хмара» Кампос   | Paramore               |
| 2013 | Still Into You на YouTube              | Ісаак Рентц              | Paramore               |
| 2013 | Anklebiters на YouTube                 | Джордан Брунер           | Paramore               |
| 2013 | Daydreaming на YouTube                 | Джуліан Акоста           | Paramore               |
| 2014 | Ain't It Fun на YouTube                | Джастін Мелдал-Джонсен   | Paramore               |
| 2014 | Hate To See Your Heartbreak на YouTube | Чак Девід Вілліс         | Paramore               |
| 2017 | Hard Times на YouTube                  | Ендрю Жоффе              | After Laughter         |
| 2017 | Told You So на YouTube                 | Зак Фарро і Аарон Джозеф | After Laughter         |
| 2017 | Fake Happy на YouTube                  | Зак Фарро                | After Laughter         |
| 2018 | Rose-Colored Boy на YouTube            | Воррен Фу                | After Laughter         |